# Société honorifique

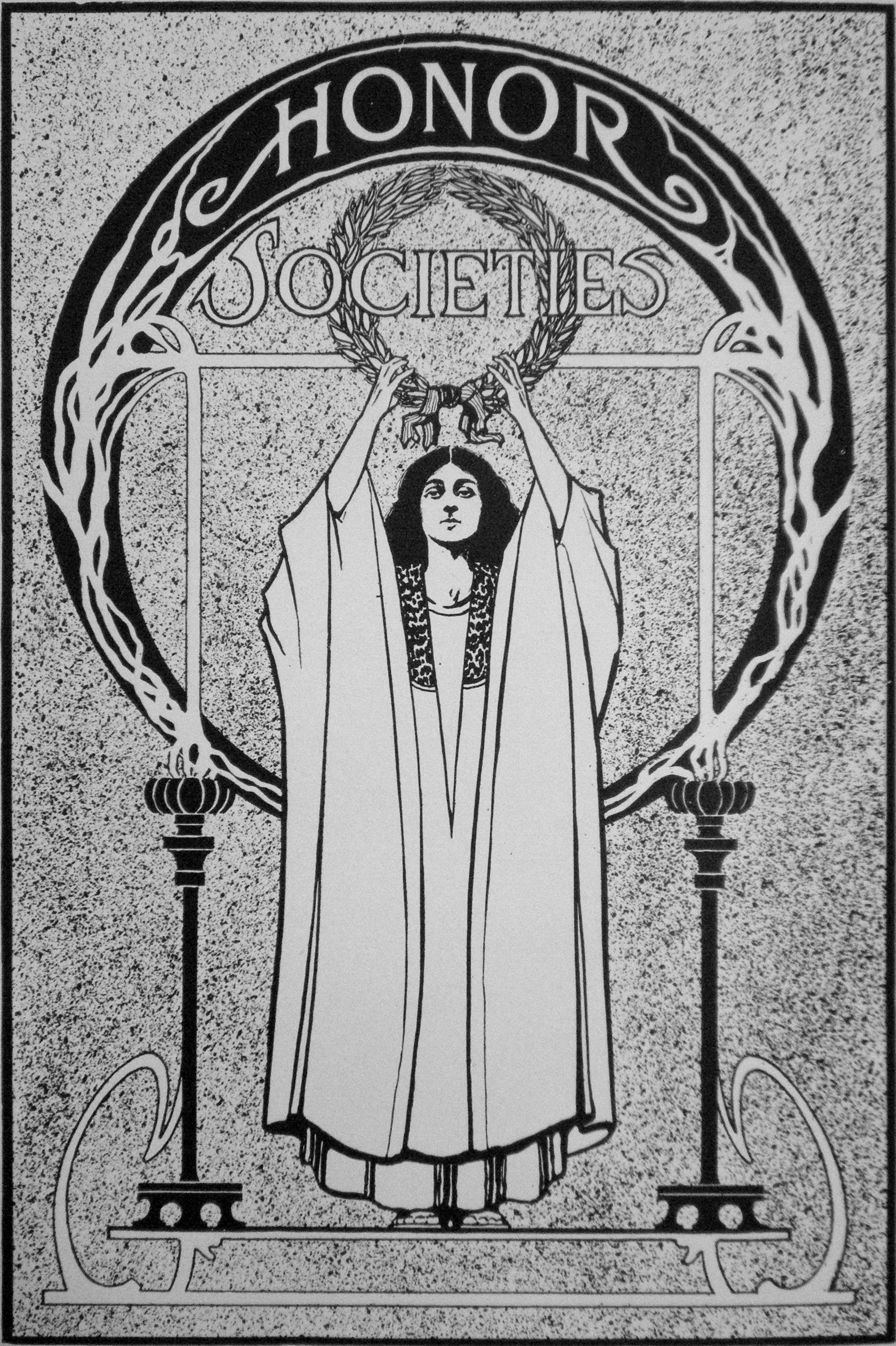
Sociétés Honorifiques, Illustration de 1909 Tyee (yearbook of the University of Washington).

Aux États-Unis, une société honorifique (en anglais : Honor society), ou parfois société d'honneur, est une organisation qui reconnaît l'excellence parmi ses pairs. De nombreuses sociétés accordent des reconnaissances dans divers domaines et diverses circonstances. L'Ordre de la Flèche (en), par exemple, est la société honorifique nationale des Boy Scouts of America.
Le terme désigne principalement les sociétés honorifiques scolastiques, celles qui reconnaissent les étudiants qui excellent au niveau académique ou en tant que chef parmi leurs pairs, souvent dans une discipline académique spécifique.